# OCS (運送業)
株式会社OCS（オー・シー・エス）は、東京都江東区にある全日本空輸（ANAホールディングス）系列の貨物輸送会社である。

## 沿革
1957年に、日本の大手全国紙3紙（朝日新聞社、毎日新聞社、読売新聞社）と日本経済新聞社の4社合弁により、これらの新聞を諸外国在住の日本人・日系人向けに宅配空輸サービスを始めることを目的に「海外新聞普及株式会社」（略称:OCS=Overseas Courier Service）が設立された。当初の新聞を皮切りに、雑誌、書籍などの出版物も流通するようになり、また外国書籍を逆に日本に輸入するサービスも始めるようになった。
2009年、全日本空輸（ANA）が資本参加し、そのグループ会社となり、2010年、現在の社名、一般的な略称で親しまれたOCSが正式な社名となる。現在は新聞・雑誌・書籍以外で、諸外国在住日本人向けに雑貨や食料品を扱うサービスも展開する総合物流業となり、世界50か国・130か所以上のネットワークを結んでいる。

## 主なサービス
- ビジネス貨物の輸出入
- 貨物品の入出荷[5]
- 諸外国在住日本人・日系人向けの日本製品・新聞・書籍の取り寄せ[6]
  - 過去には朝日新聞国際衛星版、読売新聞国際版、日本経済新聞国際版の宅配代理店も担当していた。
- 諸外国の新聞・雑誌の日本国内利用者向けの取り寄せ[7]